# Nahum Buch
Nahum David Norbert Buch (hebräisch נחום דוד נורברט בּוּך; * 23. November 1932; † 7. November 2022 in Melbourne, Australien) war ein israelischer Schwimmer.

## Leben
Nahum Buch nahm 1950 an der dritten Makkabiade teil. Dort wurde er Fünfter über 100 m Freistil und gewann die Goldmedaille mit der 4 × 200-m-Freistilstaffel. 1952 in Helsinki nahm Buch als erster Schwimmer Israels an Olympischen Spielen teil. Er belegte über 100 m Freistil den 58. Platz. Ein Jahr später gewann er bei der Makkabiade 1953 Bronze mit der 4 × 200-m-Freistilstaffel. Nach seiner Karriere war Buch als Schwimmtrainer tätig und trainierte unter anderem Shoshana Rivner. Im November 1974 zog Buch in die australische Metropole Melbourne, wo er bis zu seinem Tod am 7. November 2022, kurz vor seinem 90. Geburtstag, lebte.